# Consider Yourself
Consider Yourself è una canzone del musical di Lionel Bart del 1960 Oliver! e dell'omonimo film del 1968. Il musical, debuttato nel West End londinese, è tratto dal romanzo di Charles Dickens Le avventure di Oliver Twist. La canzone viene cantata a metà del primo atto del musical, quando Oliver, scappato dai precedenti proprietari, arriva a Londra. Qui, nel mercato del Covent Garden, incontra il Dritto, che gli offre ospitalità.

## Nella cultura di massa
- Nel 2007 Richard Fleeshman e il cast londinese di Avenue Q hanno inciso la canzone nell'album per beneficenza Over The Rainbow.
- Viene cantata nella puntata del The Muppet Show dedicata a Edgar Bergen. In questa puntata i Muppet la cantano con Charlie McCarthy.
- La canzone viene spesso cantata alla Joe Louis Arena di Detroit durante le partite dei Detroit Red Wings.
- È stata cantata ai funerali di Oliver Reed.
- È stata cantata dai concorrenti della decima edizione inglese del Grande Fratello.
- Una versione riarrangiata della canzone è stata usata come colonna sonora della serie televisiva inglese Home to Roost.